# Mathilde Ire d'Essen
Mathilde était abbesse de l'abbaye d'Essen à la fin du IXe siècle et au début du Xe siècle.